# Demasiado corazón
Demasiado corazón és una pel·lícula dramàtica espanyola dirigida el 1992 per Eduardo Campoy amb guió d'Agustín Díaz Yanes, i protagonitzada per Victoria Abril, Manuel Bandera, Pastora Vega i Mónica Molina.

## Argument
Dues germanes bessones, Clara i Ana, comparteixen vida juntes tot i que són molt diferents: la primera freda i calculadora i la segona tímida i sentimental. Finalment, Clara es casa amb un home ric a qui estima, i Ana marxa a Cadis. on coneix Antonio. El marit de Clara mor en estranyes circumstàncies i les dues germanes tornen a compartir casa, aquest cop amb Antonio. Clara s'obsessiona amb Antonio alhora que l'asseguradora ordena una autòpsia al cos del marit de Clara, i dona un resultat que podria resultar la presó per a ella.

## Repartiment
- Victoria Abril - Clara i Ana
- Manuel Gil - Marit de Clara
- Manuel Bandera - Antonio
- Pastora Vega - Charo
- Claudia Gravy - Luisa

## Nominacions
VII Premis Goya
| Categoria                 | Persona      | Resultat  |
| ------------------------- | ------------ | --------- |
| Millor actor              | Pastora Vega | Candidata |
| Millors efectes especials | Lee Wilson   | Candidat  |